# Cimetière des Oubliés de Cadillac
Le cimetière des Oubliés dit aussi cimetière des fous est un lieu de sépulture situé dans le département français de la Gironde, sur la commune de Cadillac-sur-Garonne, en France.

## Localisation
Le cimetière se trouve dans le secteur est de la ville, avenue Joseph-Caussil, dans le quartier Saint-Martin. L'accès s'en fait par le cimetière communal, dont il est séparé par un long mur de clôture.

## Historique
En 1920, l'hôpital psychiatrique de Cadillac, dont l'appellation à l'époque était celui d'« asile d'aliénés », acquiert une parcelle de terrain jouxtant le cimetière communal afin d'y enterrer les aliénés décédant dans ses services, « considérant que vu le grand nombre des décès survenus à l'asile d'aliénés de Cadillac, le cimetière actuel est devenu insuffisant et que son agrandissement s'impose par mesure d'hygiène publique ». La décision est motivée par le nombre important de décès d'anciens combattants de la Première Guerre mondiale « mutilés du cerveau », auxquels un carré de 98 tombes est consacré et une plaque commémorative rend depuis hommage. Le nombre total de sépultures est approximativement de 900, pour la majeure partie en pleine terre et accompagnées d'une simple croix de fer dont les plaques nominatives ont, pour la plupart, disparu. Le cimetière est devenu propriété de la commune en 1994 et a été utilisé jusqu'en 2000. Il existe une Association des amis du cimetière des oubliés de Cadillac.
Le cimetière est inscrit au titre des monuments historiques par arrêtés des 26 avril 2010 et 14 septembre 2010, pour son mur de clôture, afin de contrecarrer un projet de transformation du site en parking.
En 2020, il bénéficie d'une restauration, respectant l'esprit et la simplicité des lieux. À cette occasion, les noms et les nationalités de 160 anciens combattants sont gravés sur un mur en acier Corten. Au moins 88 tirailleurs sénégalais sont inhumés dans le cimetière. On compte aussi des prisonniers de guerre allemands, autrichiens et hongrois. Toujours dans le cimetière, sur un autre mur d'environ trente mètres de longueur, dans le même matériau, sont inscrits les noms des 3401 civils inhumés dans la commune depuis 1922. Leur identité a été découverte grâce à des recherches récentes. Ces deux derniers décomptes s'ajoutent aux noms des 903 disparus civils et militaires déjà connus,.
L'arrêté d'inscription du 23 juillet 2021 abroge l'arrêté d'inscription du 14 septembre 2010.

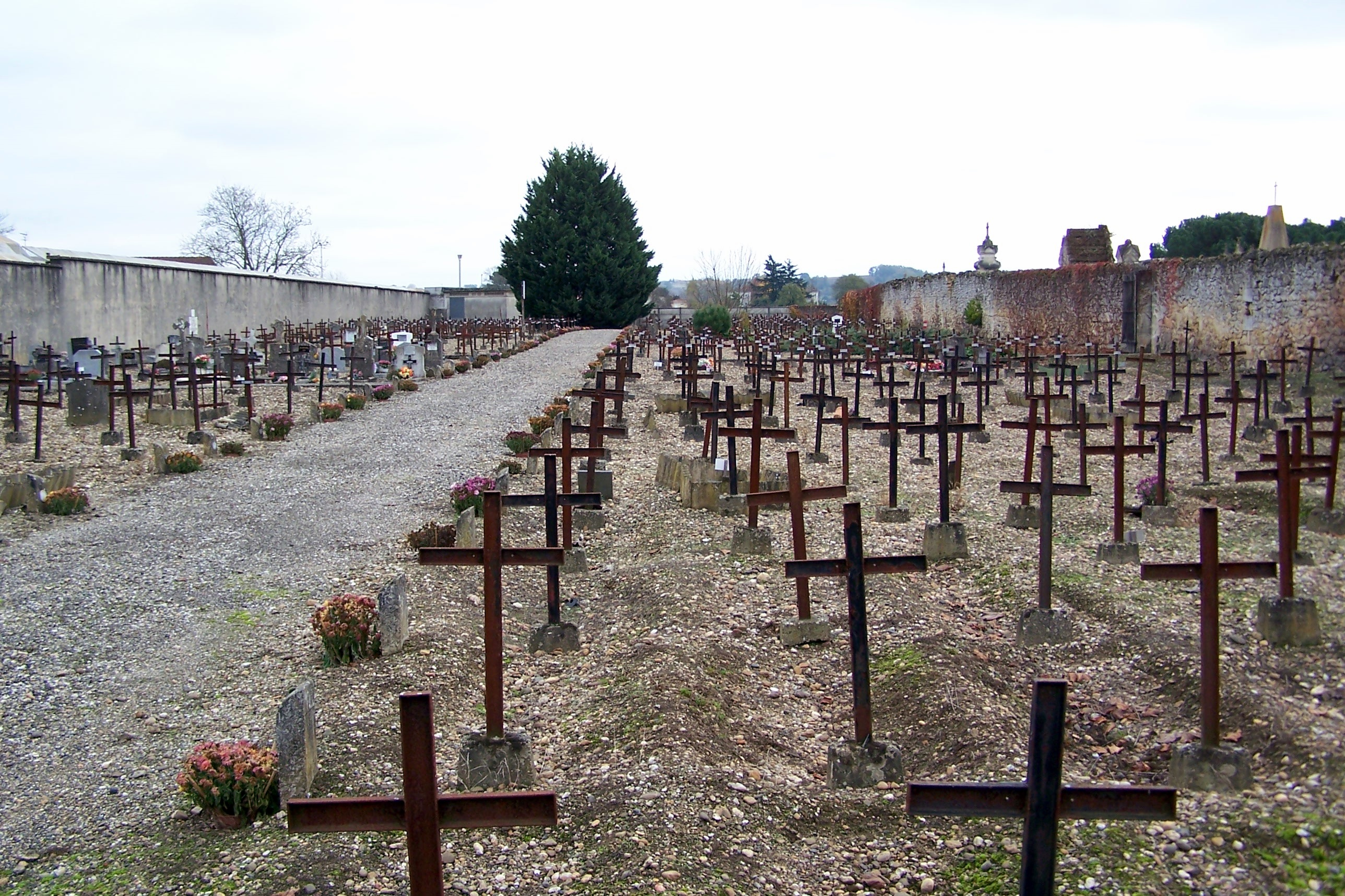
Vue du cimetière (nov. 2011).
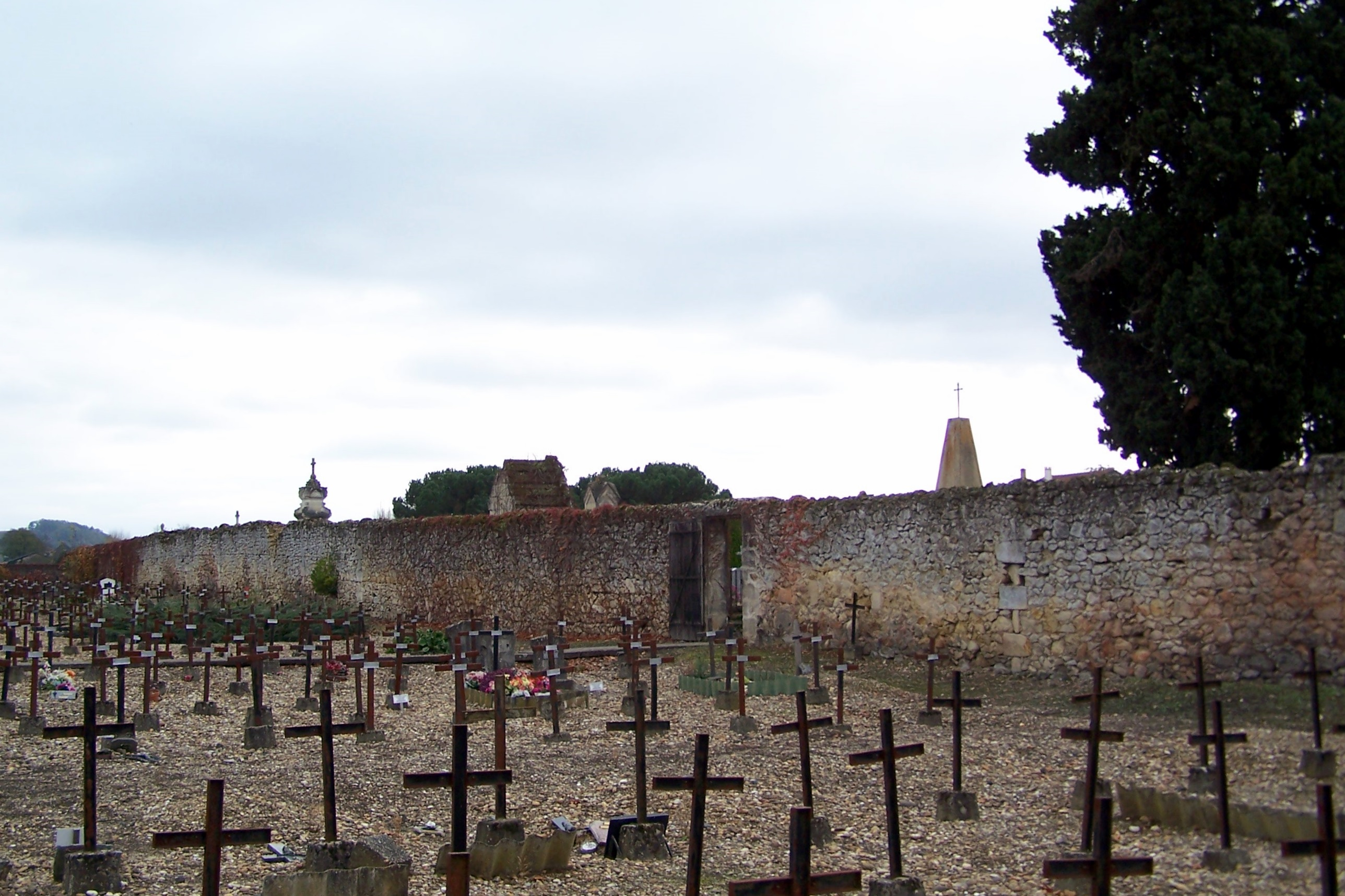
Le mur de clôture protégé MH (nov. 2011).
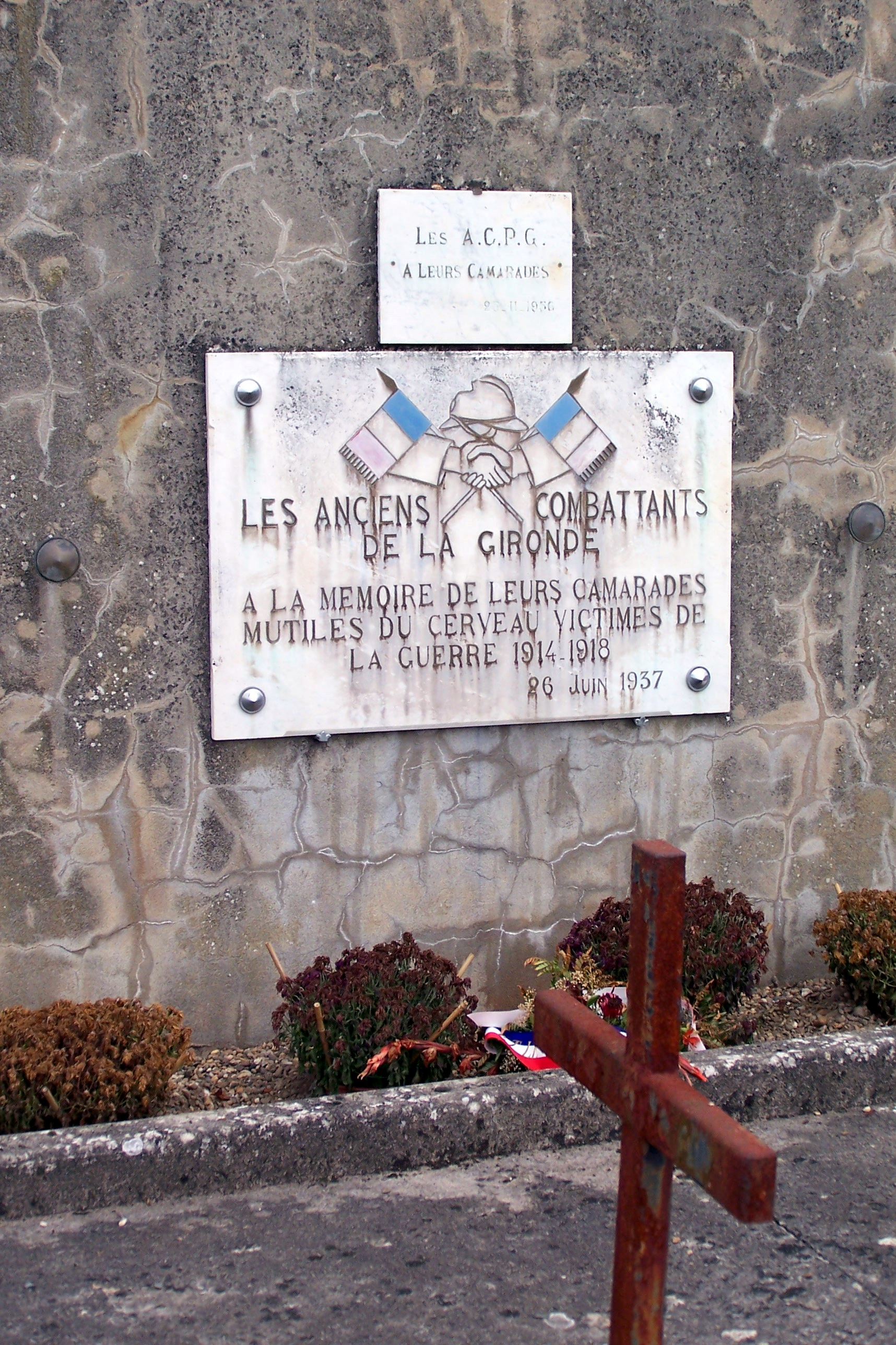
Stèle à la mémoire des anciens combattants 1914-1918 « mutilés du cerveau » (nov. 2011).

## Dans la littérature
- François Noudelmann, Les enfants de Cadillac, Gallimard, 2021
- Gilles Ortlieb, Cadillac, avec deux peintures de Denis Martin, éditions Fata Morgana, 2022[6]

### Vidéo
- Reportage  sur le cimetière des fous par Michel Benezech, spécialiste en psychiatrie criminelle, ancien interne de l'hôpital psychiatrique de Cadillac (consulté le 3 décembre 2011)